# Stoina (gmina)
Stoina – gmina w Rumunii, w okręgu Gorj. Obejmuje miejscowości Ciorari, Mielușei, Păișani, Stoina, Toiaga, Ulmet i Urda de Sus. W 2011 roku liczyła 2376 mieszkańców.